# Frysztak
Frysztak è un comune rurale polacco del distretto di Strzyżów, nel voivodato della Precarpazia.
Ricopre una superficie di 90,51 km² e nel 2004 contava 10 645 abitanti.